# Pobles dravidians

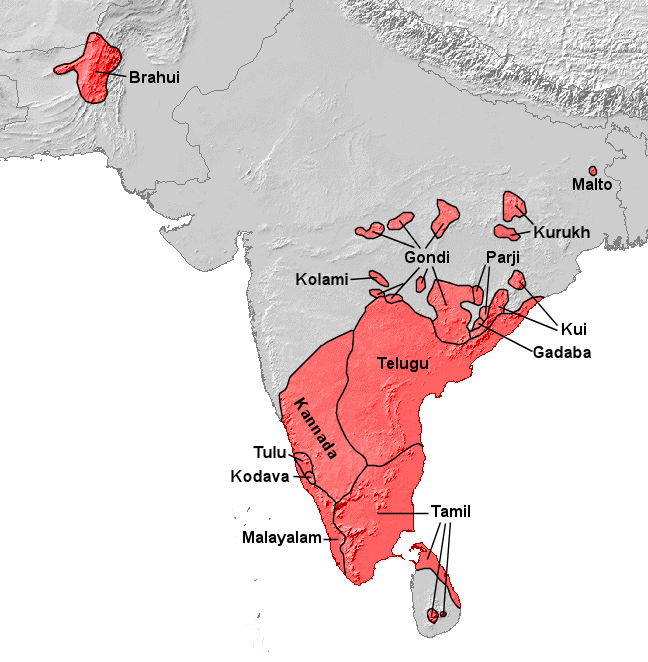
Les zones on es parlen les llengües dravídiques corresponen aproximadament a l'extensió dels pobles dravidians

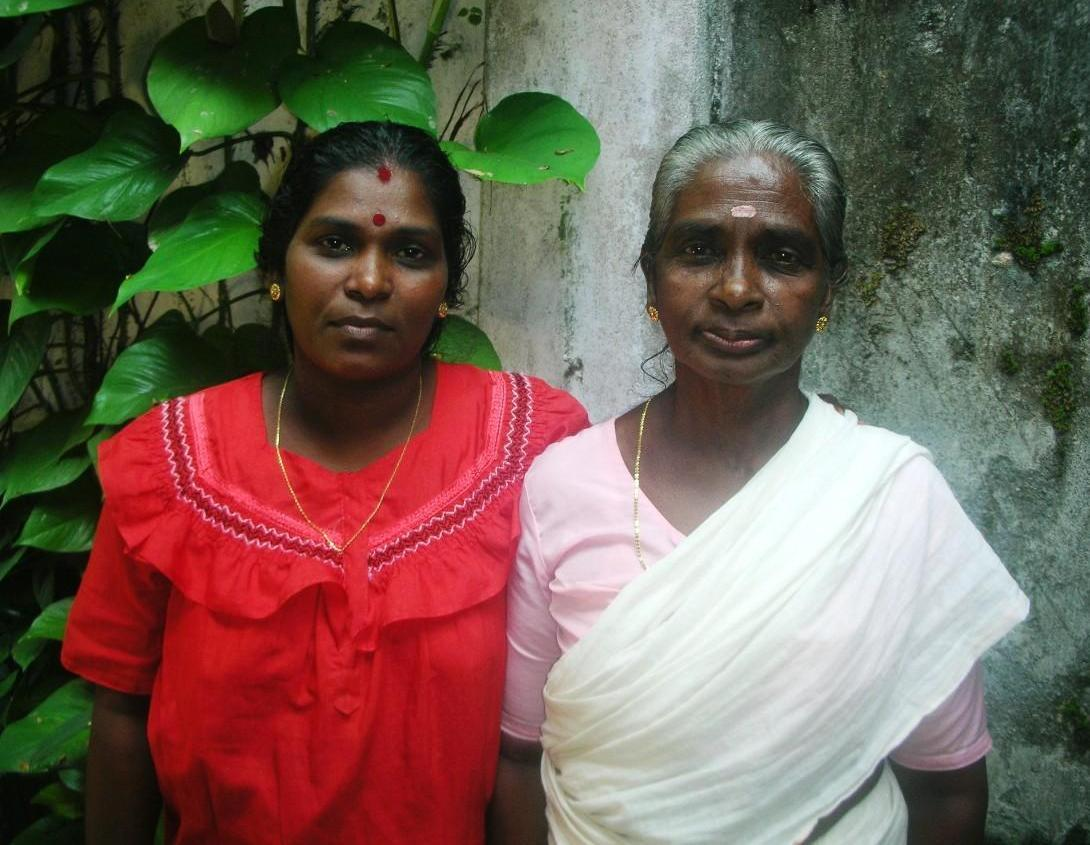
Filla i mare d'ètnia dràvida del sud de Kerala, Índia

Els dravidians o dràvides són un conjunt de pobles que viu a la zona meridional del subcontinent indi i a Sri Lanka.
Aquests pobles parlen les llengües conegudes com a llengües dravídiques.
La paraula dràvida prové del sànscrit, i vol dir tots els pobles que viuen al sud del Dècan, que és l'actual Índia meridional. Hi ha variants d'aquesta paraula com dramila i damila, que varen donar lloc a la paraula tàmil.

## Moviments polítics
Alguns autors han utilitzat la paraula dràvida o dravidià com a menyspreu, oposada a la paraula ari, que són els pobles de l'Índia del nord. Diuen que els dravidians són foscos i degradats, al contrari que els gloriosos aris, de pell més clara, provinents del nord-est, de l'actual Iran o de l'Àsia central.
Com a conseqüència varen sorgir moviments polítics, com el Dravida Kazhagam (DK), el Self-Respect Movement o el Dravidian Movement, fundats per Periyar E. V. Ramasamy com a organitzacions socials reformistes.
Durant el Raj Britànic Periyar proposà la creació d'un estat independent, el Dràvidastan o Dràvida Nadu, format per tot el sud de l'Índia. Les organitzacions polítiques pro dràvides han donat un significat positiu a la paraula dràvida o adi dràvida, amb l'objectiu de "recuperar la dignitat dràvida" i "respectar-se a un mateix". Aquests moviments diuen que els dràvides són els pobladors originaris del subcontinent, i que eren uns dels primers pobles urbans civilitzats, que varen fer l'antiga civilització de la vall de l'Indus i l'imperi Chola. Presenten els aris com a invasors oportunistes que provenien de cultures més primitives de l'Àsia central.
Després de la independència de l'Índia, els moviments pro dràvides inicials varen donar lloc a unes altres organitzacions com el DMK i l'AIADMK.
Generalment, els activistes pro dràvides no segueixen la doctrina de l'Hindutva dels partits Bharatiya Janata Party (BJP), Vishva Hindu Parishad (VHP), i Shiv Sena. Fins i tot, alguns rebutgen l'hinduisme perquè és una religió ària i, per tant, hostil als interessos dels pobles dràvides.
La guerra de Sri Lanka entre l'estat i les forces que demanen un Tamil Eelam independent també és entre pobles aris i dravidians. El govern de Sri Lanka, dominat per la majoria singalesa, es vol veure com a "poble ari" o "ètnia de lleons", enfrontat contra un poble dràvida, els tàmils locals, que tenen el tigre com a símbol.